# Muncel (okręg Kluż)
Muncel – wieś w Rumunii, w okręgu Kluż, w gminie Câțcău. W 2011 roku liczyła 186 mieszkańców.